# Iracoubo
Iracoubo è un comune francese situato nella Guyana francese.
Fa parte del comune anche il villaggio di Bellevue.

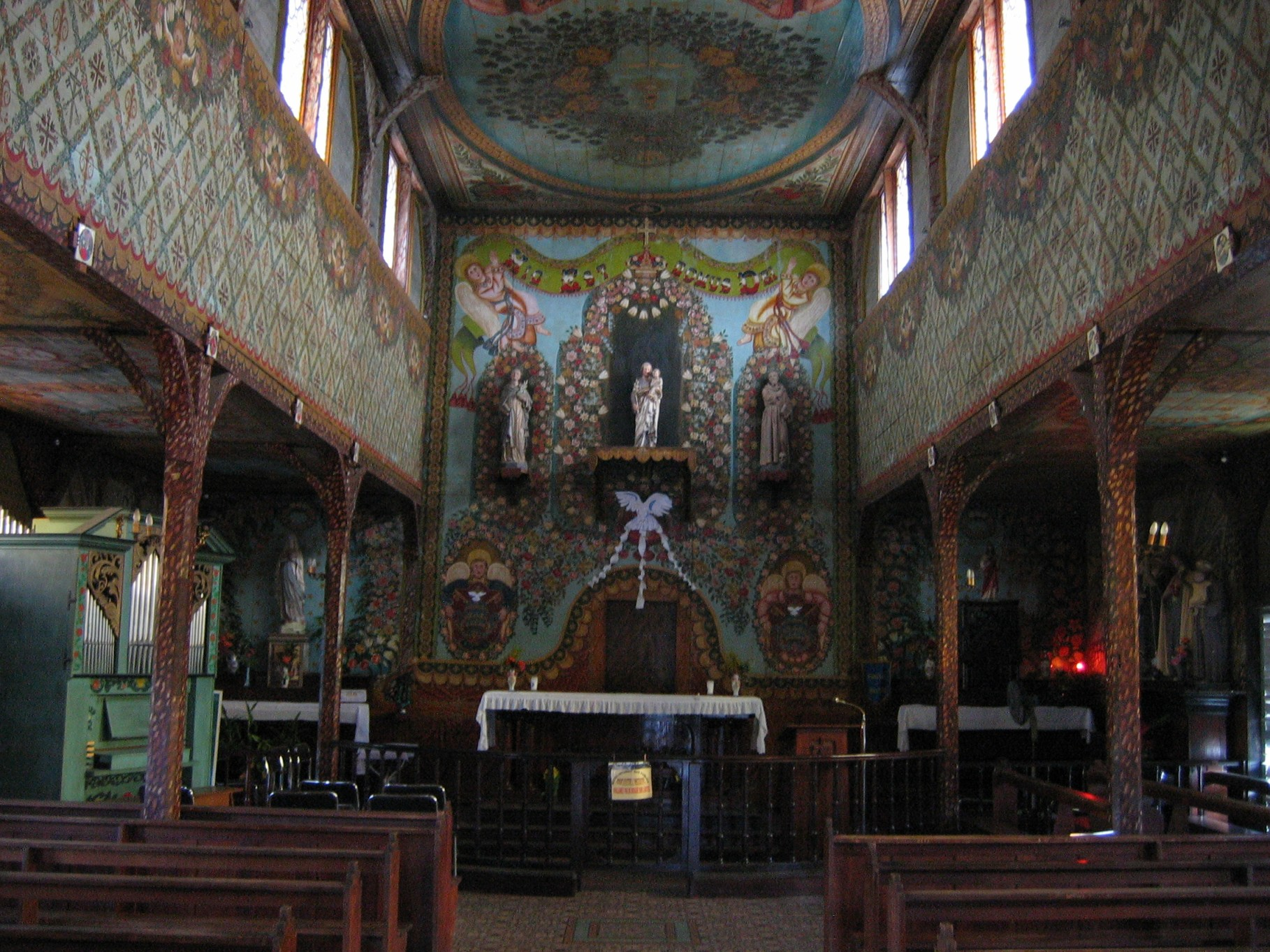
Interno della Chiesa di San Giuseppe di Iracoubo, decorata da Pierre Huguet.